# 冀春霖
冀春霖（1930年2月—），男，河北邯郸人，中国冶金物理化学家，曾任东北工学院教授、博士生导师。